# Fran Delgado
Francisco Javier Delgado Rojano (Écija, 11 luglio 2001) è un calciatore spagnolo, difensore del Ceuta in prestito dal Farense.

## Carriera
Nato ad Écija, è cresciuto nel settore giovanile di Real Madrid e Betis, con cui ha firmato un contratto professionistico nel 2017. Il 19 dicembre 2018 ha debuttato con il Betis B nell'incontro di Tercera División vinto 3-1 contro il Conil.
Il 20 ottobre 2020 ha rinnovato il contratto fino al 2024 ed il 6 gennaio 2021 ha debuttato in prima squadra nell'incontro di Coppa del Re vinto 3-1 contro il Mutilvera. Undici giorni dopo è sceso nuovamente in campo, sempre in coppa contro lo Sporting Gijón. Rimasto con la seconda squadra per tutta la durata della stagione 2021-2022, il 15 agosto 2022 ha debuttato nella Liga giocando gli ultimi minuti del primo incontro della nuova stagione vinto 3-0 contro l'Elche.
Il 10 luglio 2023 è stato ceduto a titolo definitivo alla Farense.

## Statistiche

### Presenze e reti nei club
Statistiche aggiornate al 2 dicembre 2023.
| Stagione        | Squadra         | Campionato      | Campionato | Campionato | Coppe nazionali | Coppe nazionali | Coppe nazionali | Coppe continentali | Coppe continentali | Coppe continentali | Altre coppe | Altre coppe | Altre coppe | Totale | Totale | Totale |
| Stagione        | Squadra         | Comp            | Pres       | Reti       | Comp            | Pres            | Reti            | Comp               | Pres               | Reti               | Comp        | Pres        | Reti        | Pres   | Reti   |        |
| --------------- | --------------- | --------------- | ---------- | ---------- | --------------- | --------------- | --------------- | ------------------ | ------------------ | ------------------ | ----------- | ----------- | ----------- | ------ | ------ | ------ |
| 2018-2019       | Betis B         | TD              | 3          | 0          |                 | -               | -               |                    | -                  | -                  |             | -           | -           | 3      | 0      |        |
| 2019-2020       | Betis B         | TD              | 1          | 0          |                 | -               | -               |                    | -                  | -                  |             | -           | -           | 1      | 0      |        |
| 2020-2021       | Betis B         | SDB             | 19         | 0          |                 | -               | -               |                    | -                  | -                  |             | -           | -           | 19     | 0      |        |
| 2021-2022       | Betis B         | PDR             | 34         | 0          |                 | -               | -               |                    | -                  | -                  |             | -           | -           | 34     | 0      |        |
| 2022-2023       | Betis B         | SF              | 24         | 0          |                 | -               | -               |                    | -                  | -                  |             | -           | -           | 24     | 0      |        |
| 2020-2021       | Betis           | PD              | 0          | 0          | CR              | 2               | 0               |                    | -                  | -                  |             | -           | -           | 2      | 0      |        |
| 2021-2022       | Betis           | PD              | 0          | 0          | CR              | 0               | 0               |                    | -                  | -                  |             | -           | -           | 0      | 0      |        |
| 2022-2023       | Betis           | PD              | 1          | 0          | CR              | 0               | 0               | UEL                | 0                  | 0                  |             | -           | -           | 1      | 0      |        |
| 2023-2024       | Farense         | PL              | 4          | 0          | CP+CdL          | 0+3             | 0               |                    | -                  | -                  |             | -           | -           | 7      | 0      |        |
| Totale carriera | Totale carriera | Totale carriera | 86         | 0          |                 | 5               | 0               |                    | 0                  | 0                  |             | -           | -           | 91     | 0      |        |

## Palmarès

### Club

#### Competizioni nazionali
- Primera Federación: 1

Leonesa: 2024-2025